# 槇弥生子
槇 弥生子（まき やよいこ、1931年7月13日 - 2015年5月19日）は、日本の歌人。

## 人物・来歴
東京市生まれ。二松学舎大学文学部国文科卒業。本名・森本早百合。歌人・万葉学者の森本治吉は夫の父、歌人の森本平は息子。
1946年、万葉講座にて森本治吉と出会い、後日「白路」に入会、1953年、「醍醐」に入会。その後、「醍醐」選者を経て、2004年に「開耶（さくや）」を創刊、主宰。この間、日本歌人クラブ中央幹事（1990年-1993年）。1975年、歌集『ふりむくことなし』にて第1回短歌公論処女歌集賞受賞。2015年5月19日、誤嚥性の窒息のため死去。

## 著書・編著
- 歌集『ふりむくことなし』短歌公論社 醍醐叢書、1975年
- 歌集『穴居願望』短歌公論社 醍醐叢書、1978年
- 歌集『太古の魚になりたい』 短歌公論社 醍醐叢書、1981年
- 歌集『はじめに歌ありき』 短歌公論社、1983年
- 歌集『猩々舞』 短歌公論社  醍醐叢書、1985年
- エッセイ集『丈夫願望 男歌考』 ながらみ書房 醍醐叢書、1988年
- 歌集『神話』 短歌公論社 醍醐叢書、1989年
- 歌集『灯』 短歌公論社 醍醐叢書、1992年
- 歌集『時計を見る兎』 短歌新聞社 醍醐叢書、1994年
- 歌集『美男葛』 短歌新聞社〈現代女流短歌全集〉、1996年
- 歌集『天使は眠る』 短歌新聞社 醍醐叢書、1997年
- 歌集『わがためのマーチ』 ながらみ書房 醍醐叢書、2000年
- 歌集『君ならどうする』 本阿弥書店、2003年
- 歌集『わが怠惰をうて』 角川書店、2004年
- 歌集『刻の花々』 ながらみ書房 開耶叢書、2006年
- 歌集『ゆめのあとさき』 角川学芸出版、2015年

### 編纂
- 森本和子『花洪水 歌集』編、短歌新聞社 醍醐叢書、1991年
- 森本治吉『万葉恋歌抄』編、短歌研究社、1996年